# Yolombó
Yolombó este un municipiu din departamentul Antioquia, Columbia.